# HVV Helmond in het seizoen 1958/59
Het seizoen 1958/1959 was het vierde jaar in het bestaan van de Helmondse betaaldvoetbalclub Helmond. De club kwam uit in de Nederlandse Eerste divisie A en eindigde daarin op de negende plaats.

## Wedstrijdstatistieken

### Eerste divisie A
|       | AGOVV | Alkmaar '54 | BVV   | D.F.C. | Eindhoven | Fortuna | De Graafschap | Haarlem | Leeuwarden | Limburgia | SVV   | Volendam | VSV   | Wageningen | ZFC   |
| ----- | ----- | ----------- | ----- | ------ | --------- | ------- | ------------- | ------- | ---------- | --------- | ----- | -------- | ----- | ---------- | ----- |
| Thuis | 2 – 0 | 3 – 2       | 1 – 1 | 3 – 2  | 3 – 2     | 9 – 1   | 0 – 0         | 2 – 0   | 3 – 4      | 2 – 0     | 0 – 1 | 0 – 1    | 3 – 0 | 2 – 3      | 1 – 5 |
| Uit   | 2 – 0 | 0 – 6       | 2 – 3 | 4 – 1  | 4 – 1     | 3 – 2   | 0 – 1         | 1 – 0   | 3 – 0      | 0 – 2     | 4 – 3 | 3 – 1    | 2 – 2 | 0 – 2      | 0 – 0 |

## Statistieken Helmond 1958/1959

### Eindstand Helmond in de Nederlandse Eerste divisie A 1958 / 1959
| Stand | Gespeeld | Gewonnen | Gelijk | Verloren | Punten | Doelpunten voor | Doelpunten tegen |
| ----- | -------- | -------- | ------ | -------- | ------ | --------------- | ---------------- |
| 9e    | 30       | 13       | 4      | 13       | 30     | 58              | 50               |

### Topscorers
| Competitie \| # \| Naam \| \| \| ------ \| ------------------------- \| -- \| \| 1. \| Theo Spierings \| 24 \| \| 2. \| Jan van Leeuwen \| 12 \| \| 3. \| Willy van Neerven \| 8 \| \| 4. \| Frans Overzier \| 4 \| \| 5. \| Willy van Neerven jr. \| 3 \| \| 6. \| Frans van der Linden \| 2 \| \| 6. \| Joop Martens \| 2 \| \| 6. \| Johannes van de Meulenhof \| 2 \| \| 9. \| Joseph Nicholson \| 1 \| \| Totaal \| Totaal \| 58 \| |                           |      |
| # | Naam                      | Goal |
| 1. | Theo Spierings            | 24   |
| 2. | Jan van Leeuwen           | 12   |
| 3. | Willy van Neerven         | 8    |
| 4. | Frans Overzier            | 4    |
| 5. | Willy van Neerven jr.     | 3    |
| 6. | Frans van der Linden      | 2    |
| 6. | Joop Martens              | 2    |
| 6. | Johannes van de Meulenhof | 2    |
| 9. | Joseph Nicholson          | 1    |
| Totaal | Totaal                    | 58   |